# Meristhus lepidotus
Meristhus lepidotus is een keversoort uit de familie kniptorren (Elateridae). De wetenschappelijke naam van de soort is voor het eerst geldig gepubliceerd in 1805 door Palisot de Beauvois.